# Orchestre symphonique de Pittsburgh

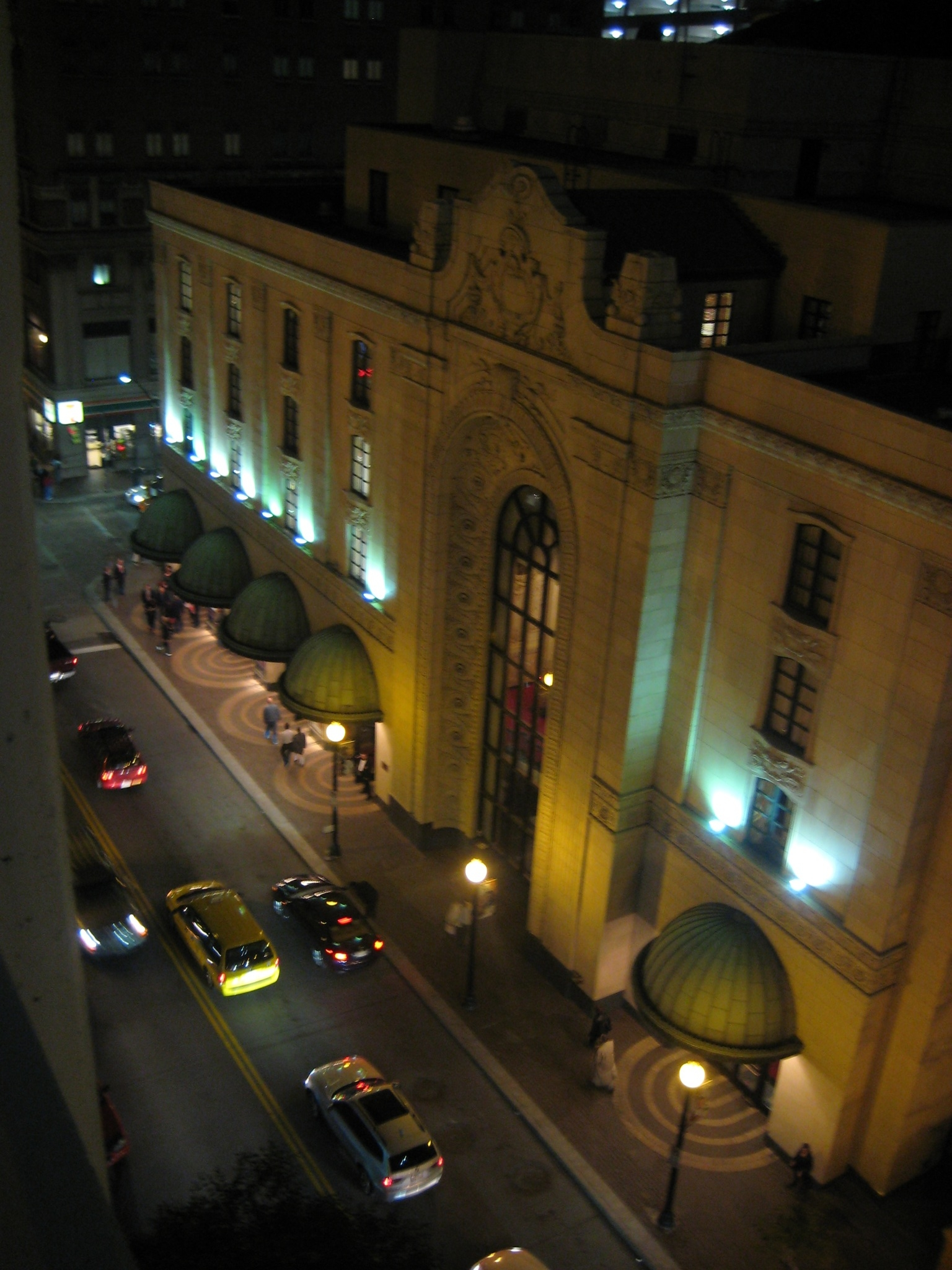
Heinz Hall, à Pittsburgh, Pennsylvanie, Etats-Unis.

L'Orchestre symphonique de Pittsburgh (en anglais : Pittsburgh Symphony Orchestra) est l'un des orchestres symphoniques américains les plus réputés. 

## Historique
Fondé en 1895 par la Pittsburgh Arts Society, l'orchestre est basé au Heinz Hall (depuis 1971). Il a d'abord été composé d'instrumentistes issus de l'Orchestre symphonique de Boston avant d'élaborer son propre recrutement. 
Dès 1898, son nouveau chef Victor Herbert effectue plusieurs tournées sur le continent américain. Des chefs d'orchestre prestigieux ainsi que des compositeurs comme Edward Elgar et Richard Strauss dirigent l'orchestre avant sa dissolution en 1910 pour raisons financères.
L'orchestre est reformé en 1926 avec la participation financière de chaque instrumentiste. En 1937, Otto Klemperer réorganise l'orchestre et fait venir Fritz Reiner qui va élever l'orchestre à un niveau remarquable comme c'est encore le cas aujourd'hui.
Après le départ de Reiner pour l'Orchestre symphonique de Chicago, une série de chefs invités tels que Leonard Bernstein et Leopold Stokowski dirige l'orchestre de 1948 à 1952.
Puis William Steinberg prend la tête de l'orchestre pendant près de 25 ans, avec des tournées dans le monde entier. Après André Previn et Lorin Maazel, Mariss Jansons a dirigé cette formation jusqu'à son départ pour Amsterdam en 2004.
De 2005 à 2007, l'orchestre n'a pas de directeur musical. Sir Andrew Davis est alors nommé conseiller artistique pour une durée de 3 ans, mais, en raison de ses nombreux engagements, il met un terme à son contrat un an plus tôt que prévu. Un nouveau directeur musical, Manfred Honeck, est nommé pour une entrée en fonction au début de la saison 2008-2009.

## Directeurs musicaux
- Frederic Archer (1895-1898)
- Victor Herbert (1898-1904)
- Emil Paur (1904-1910)
- Elias Breeskin (1926-1930)
- Antonio Modarelli (1930-1937)
- Otto Klemperer (1937)
- Fritz Reiner (1938-48)
- Pas de chef attitré entre 1948 et 1952
- William Steinberg (1952-76)
- André Previn (1976-84)
- Lorin Maazel (1984-96)
- Mariss Jansons (1996-2004)
- Andrew Davis (2005-2007)
- Manfred Honeck (2007-)

## Discographie
La discographie de Fritz Reiner à Pittsburgh est essentielle, bien qu'enregistrée en mono. On pense notamment à deux disques consacrés au Concerto pour orchestre de Bartók ou à la Sixième symphonie de Chostakovitch.